# 首都圏総合計画研究所
株式会社首都圏総合計画研究所（しゅとけんそうごうけいかくけんきゅうじょ）は、日本の都市計画コンサルタント、シンクタンク。

## おもな作品・業績
- 谷端川緑道 - 東京都豊島区、中央造園設計事務所と
- 豊島区東池袋地区住環境総合整備事業 - 東京都、アトリエUDIと
- 世田谷区駅周辺地区整備計画 - 東京都世田谷区、アトリエUDIと
- 港区「モデル地区まちづくり推進」計画 - 東京都、アトリエUDIと
- 山梨県白根町・白根まちづくりワークショップ
- 渋谷区土地利用計画策定業務
- 戸田市地区計画策定業務
- 集合住宅ストック活用へ実態調査
- 八王子市まちづくり条例制定調査委託
- 北越急行松代駅及び周辺開発基本計画
- 東中延同潤会狭小老朽分譲住宅地の整備改善に係る事業方策検討
- 羽田二丁目地区・地区住環境総整備事業(二項道路整備) - 東京都大田区、アトリエUDIと
- 鳩ヶ谷市高速鉄道鳩ヶ谷駅3駅東口駅周辺地区整備計画 - 埼玉県鳩ケ谷市、アトリエUDIと
- 千葉駅西口地区再開発・整備計画 - 千葉市、アトリエUDIと
- 池袋西口地区整備構想・駅前街区再開発計画 - 東京都、アトリエUDIと
- 白金台団地建替え計画 - 東京都港区、アトリエUDIと
- 高根公団駅周辺地区整備計画 - 千葉県船橋市、アトリエUDIと
- 辻広場 - 東京都豊島区東池袋、菊野憲一郎（一級建築士事務所熊）と
- 中小企業庁・八戸地域商業近代化計画
- 国土交通省・住宅の耐震改修推進に向けた市街地評価手法検討調査
- 旧建設省住宅局・木造賃貸住宅地区等の整備における民間活力の活用関連調査（全国市街地再開発協会と）
- 旧建設省住宅局日本建築センター・新都市型集合システム開発プロジェクト
- 旧建設省東北地方・日本沿岸地域に係わる港湾調査
- 旧国土庁・防災緑地網整備促進事業の実施
- 旧国土庁・大都市における防災基準関連調査（日本都市計画学会と）
- 旧国土庁・特別災害危険地域における防災計画策定調査
- 旧国土庁・避難地等の整備基準の検討調査
- 再開発等まちづくり事業の円滑な推進に係る街区確定等のあり方検討調査（社団法人再開発コーディネーター協会と）
- 財団法人国土技術研究センター委託・まちづくり条例等を活用した住環境マネジメント関連資料の収集・整理
- 財団法人国土技術研究センター委託・既成市街地におけるモデル検討に係る基礎データ収集業務
- 財団法人国土計画協会・首都圏における産業廃棄物処理関連受給バランスの検討調査
- 財団法人全国市街地整備協議会委託・まちづくり交付金に係る資料作成等
- 市街地再開発事業による大都市住宅供給の推進方策検討（日本住宅総合センターと）
- 市街地再開発適地選定調査（全国市街地再開発協会と）
- 新たな分譲住宅供給方式検討（国土開発技術研究センターと）
- 旧日本住宅公団・秋津地区開発条件調査
- 旧日本住宅公団・大都市近郊における住環境整備手法調査（国土開発技術研究センターと）
- 旧日本住宅公団・都市整備事業における行政との共同事業の可能性関連調査
- 旧日本住宅公団・土地有効利用事業に係る都市居住再生からみた密集市街地の重点的整備推進方策の検討調査・居住環境再編プログラム策定調査
- 旧日本住宅公団・木賃住宅地区の整備方策関連調査
- 旧日本住宅公団・臨海副都心住宅供給関連調査
- 旧日本住宅公団の狭隘道路地区における住環境整備方策関連調査委託
- 旧日本住宅公団芝・浜松町・虎の門地区等整備計画策定調査
- 旧日本住宅公団小田栄二丁目地区土地有効利用事業事業化検討
- 旧日本住宅公団豊洲地区住宅市街地整備総合支援事業新規採択時評価
- 日本住宅協会地域福祉型住宅開発調査・公営公社併存団地計画調査
- 日本住宅公団・定住型及生活型による集合住宅計画試論
- 日本住宅総合センター委託・狭隘道路住宅地区の整備関連実態調査
- 日本都市計画学会と復興市街地整備事業のあり方と事業制度関連調査研究・復興計画のマニュアル作成調査
- 住宅地区改良事業関連の調査と資料整理等関連業務（財団法人国土技術研究センターと）
- 住宅密集地区に係る整備事業制度等関連資料収集･整理（国土開発技術研究センターと）
- 住環境評価指針作成関連研究（首都圏不燃建築公社、住宅改良開発公社、住宅金融公庫等）
- 住宅建設事業調査（国土開発技術研究センターと）
- 小山駅西口周辺地区都市再生整備構想
- 小川駅周辺地区整備構想策定検討
- 上野駅前立体広場計画
- 東京都昭島市中神工業団地地区・地区計画策定のための調査（日本都市計画学会と）
- 新潟県松代町・北越急行松代駅周辺開発基本計画関連調査
- 新潟県長岡市・山古志地域集落再生計画住宅配置検討・楢木集落再生計画及復興プラン策定
- 新公団における住宅市街地整備業務実施基本方針検討調査
- 水戸市泉町1丁目北地区・地方都市再生のための低未利用地の有効活用モデル調査（都市みらい推進機構と）
- 静岡県清水市・土地利用転換計画
- 石川県輪島市・輪島市都市計画マスタープラン策定
- 三重県海山町・引元地域振興計画試案の作成
- 山口県宇部市・市営西岐波団地建替基本構想
- 山梨県昭和町・長期基本計画策定のための基礎調査
- 秋田県港湾局所管・十和田湖リクリエーション港湾計画
- 川岸地区まちづくり推進協議会の活動支援
- 川崎市市域における大規模工場跡地土地利用調査
- 倉敷市他・面整備連携賑わい再生方策検討・地方の既成市街地における小規模土地区画整理事業の有効活用検討調査（区画整理促進機構と）
- 東京都多摩地域における居住構造のあり方検討（日本都市計画学会と）
- 大規模店舗撤退モデル関連考察検討（都市みらい推進機構と）
- 大滝ダム周辺地域整備計画
- 大分県国見町・櫛来港コースタルリゾート計画調査
- 地方都市における街なか居住、密集市街地プロジェクトの分析検討（都市みらい推進機構と）
- 地方都市の街なか居住の推進に係る基礎検討・地方都市再生のための新たな事業手法検討を伴う基礎的調査
- 東京調布基地跡地留保地に係る土地利用計画（URリンケージと）
- 長野県栄村・秋山郷振興計画
- 賃特分事業展開に係る重点地区基礎調査（財団法人国土技術研究センターらと）
- 低層密集市街地における建替え・更新による都市住宅供給システム調査
- 低未利用地の活用方策検討調査（財団法人国土技術研究センターと）
- 都市開発と一体的な首都圏防災拠点整備方策検討調査（財団法人都市みらい推進機構と）
- 都市構造のあり方関連調査（三菱総合研究所と）
- 都市再生モデル事業での密集市街地整備事業導入に向けた共同化モデルプランづくり（社団法人全国市街地再開発協会と）
- 都市再生機構・新規事業開拓に資する事業戦略策定調査に係る業務
- 都市再生機構モデル地区まちづくり推進に係る調査
- 都市再生機構開発土地有効利用に係る基本構想検討（杉並区桃井三丁目地区、台東区東上野四丁目地区）
- 都市再生機構宮原団地建替基本構想策定
- 都市再生機構芝大門二丁目・まちづくり推進地区に係る調査
- 都市再生機構松原団地駅西口地区開発基本構想策定
- 都市再生機構八王子パークヒル宇津木台第16BL施設需要調査
- 都市復興計画における各種施設整備検討調査・計画策定模擬訓練実施に係る調査（日本都市計画学会と）
- 都市防災不燃化促進事業制度の活用関連調査
- 土地有効利用事業に係る密集整備法の活用方策検討（日本都市計画学会と）
- 土地有効利用推進方策関連事業スキーム調査（国土開発技術研究センターと）
- 内閣府・復興準備計画策定の推進関連調査
- 東京都板橋区板橋小学校跡地活用計画検討（都市みらい推進機構と）
- 東京都中野区・障害者のための防災対策に係わる実態調査
- 被災市街地復興支援システムの開発（独立行政法人防災科学技術研究所委託）
- 被災市街地復興支援システムの開発（防災科学技術研究所と）
- 富山市・モデル街区における資料等収集整理業務（国土技術研究センターと）
- 富山市・中心市街地におけるまちなか居住とまちなか再生出資金を活用した事業方策検討（都市みらい推進機構と）
- 武蔵小金井駅周辺地区住宅市街地整備総合支援事業関連事業評価検討
- 復興市街地整備事業のあり方と事業制度
- 福岡県大牟田市・小浜南地区改良建設事業に係る建築主体及設備等一部の基本設計（国土開発技術研究センターと）
- 文部科学省・復興シナリオにおける仮設市街地構築システムの研究・開発
- 豊四季台団地における高齢化に対応した安全・安心な環境の整備関連検討（都市再生モデル調査）
- 防災まちづくり共同研究・財団法人国土技術研究センターと
- 防災街区整備に係るモデルスタディ（浦島町・子安通地区、社団法人全国市街地再開発協会、財団法人日本建築防災協会らと/南区八幡町Ａ・Ｂ地区、財団法人日本建築防災協会と）
- 防災拠点としてのメガフロート活用検討（財団法人国土計画協会）
- 防災拠点形成のための都市計画のあり方検討（日本都市計画学会と）
- 防災対策関連制度調査（国土開発技術研究センターと）
- 本四架橋に伴う香川中央地域整備計画75年構想策定
- 密集市街地における地域特性を生かした居住継続に資する方策検討
- 密集市街地の小規模共同住宅の管理関連調査（ハウジングアンドコミュニティ財団と）
- 密集住宅市街地における新たな整備・管理手法検討調査（財団法人国土技術研究センターと）
- 密集住宅市街地整備促進事業効果分析研究（全国市街地再開発協会と）
- 民間参画による住環境整備方策検討関連実態調査（財団法人国土技術研究センターと）
- 面的整備の各種事業制度分析（国土開発技術研究センターと）
- 京浜地区既成市街地工場跡地開発の基本計画策定調査
- 建築物防災協会・住宅及市街地の倒壊危険性評価手法検討調査
- 高知市潮江地市環境整備計画
- 東京都豊島区まちづくり読本作成支援
- ストック改善事業化検討調査・都市再生機構芝白金団地建替計画
- パキスタン国ムザファラバード復興・復興計画調査
- 稲城コカコーラ跡地利用計画検討（大林組と）
- 茨城県岩間町・岩間町総合計画策定のための調査・研究
- 茨城県山方町・山方町基本構想策定
- 茨城県内原町・基本構想及基本計画策定関連調査研究
- 沖縄浦添地区コースタルリゾート計画調査（沖縄開発庁委託）
- 運輸経済研究センター委託・運輸関係施設の円滑な実施のための条件分析調査
- 横浜市中区本郷町3丁目地区・住宅市街地総合整備事業（密集住宅市街地整備型）事業計画等策定調査
- 沖縄県名護市・名護市土地利用基本計画及市街地計画
- 街区確定方策検討調査（社団法人再開発コーディネーター協会と）

## 事務所概説
- 本社所在地：東京都千代田区九段南4丁目2番11号

## 沿革
- 1966年．蠟山政道の提唱により、任意団体首都圏総合計画協会設立
- 1966年．日本万国博覧会21世紀の未来像コンペティションに参加
- 1974年．首都圏総合計画研究所に改組
- 1979年．株式会社に改組

## 著書
- 「首都圏総合計画研究所月報」や「まちつくり研究」といった冊子を定期発行